# 圣吉勒 (马恩省)
圣吉勒（法語：Saint-Gilles，法語發音：[sɛ̃ ʒil]）是法国马恩省的一个市镇，属于兰斯区。

## 地理
圣吉勒（49°16'48"N, 3°40'33"E）面积6.37 平方千米，位于法国大東部大區马恩省，该省份为法国东北部内陆省份，北起阿登省，西北接埃纳省，西南接塞纳-马恩省，南至奥布省，东南接上马恩省，东临默兹省。
与圣吉勒接壤的市镇（或旧市镇、城区）包括：蒙圣马丹、库维尔、菲姆、蒙叙库维尔。

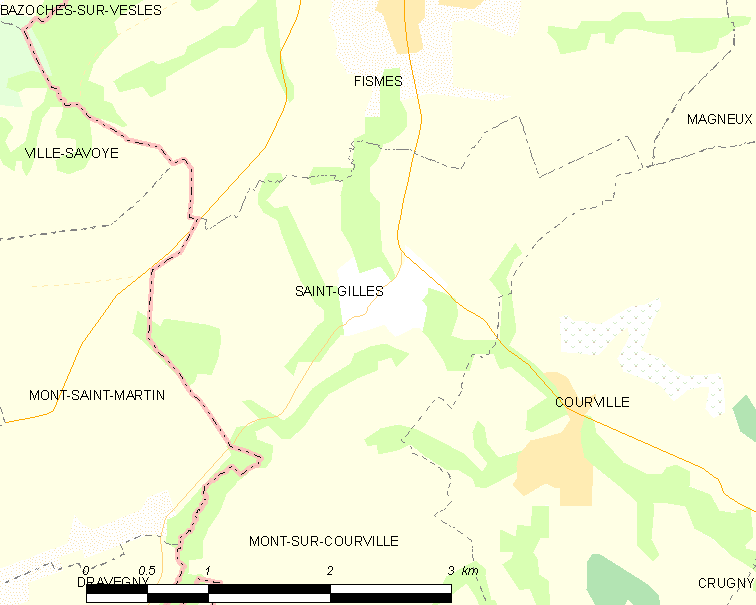
的OSM定位图

圣吉勒的时区为UTC+01:00、UTC+02:00（夏令时）。

## 行政
圣吉勒的邮政编码为51170，INSEE市镇编码为51484。

## 政治
圣吉勒所属的省级选区为菲姆-兰斯山县。

## 人口

1962-2008年间人口变化图示

圣吉勒于2022年1月1日时的人口数量为274人。